# 内藤政陽
内藤 政陽（ないとう まさあき）は、江戸時代中期の大名。日向国延岡藩の第2代藩主。官位は従五位下・能登守。延岡藩内藤家宗家7代。

## 生涯
元文4年（1739年）5月19日、上野国安中藩の第2代藩主・内藤政里の次男として誕生。延岡藩初代藩主である内藤政樹の実子・政尭が宝暦4年（1754年）に早世したため、養子として迎えられた。宝暦6年（1756年）10月21日、政樹が隠居したため家督を継いだ。
藩の財政悪化のため、家臣の半知借上や俸禄制の改定を行ったが、明和3年（1766年）の時点で借金は10万5563両という莫大なものであり、焼け石に水程度の改革でしかなかった。
明和5年（1768年）、本小路「川手口」（現社会教育センター）に学問所（学寮）と武芸所（武寮）を設立し、学寮では、朱子学の山本与兵衛を監督、白瀬道順を講師、佐久間左膳を儒学執行に命じた。全国的に見ても比較的早い時期（全国280藩中50番目位）、日向諸藩では最初の藩校開設である。学寮は嘉永3年（1850年）に「廣業館」と改称された。
明和7年（1770年）10月29日、家督を婿養子・政脩に譲って隠居する。
天明元年（1781年）閏5月24日、江戸で死去した。享年43。

## 系譜
父母
- 内藤政里（実父）
- 内藤政樹（養父）

正室
- 岡部長著の娘

側室
- 根岸氏

子女
- 内藤政韶（長男）生母は正室
- 内藤政峻[1]（次男）
- 内藤政脩正室

養子
- 内藤政脩 ー 徳川宗勝の十四男